# Pri Krajcarju (vzhodna vas)
Pri Krajcarju (vzhodna vas) (nemško Kreuzergegend-Ost) je naselje v Občini Pokrče v Okraju Celovec-dežela na Koroškem v Avstriji.